# Stratyfikacja atmosfery
Stratyfikacja termiczna atmosfery – zróżnicowanie termiczne atmosfery, jej pionowe uwarstwienie. Krzywa stratyfikacji przedstawia pionowy, rzeczywisty rozkład temperatury w pionowym przekroju atmosfery (wykres temperatury).